# Rosins Restaurants
Rosins Restaurants ist eine auf einem Filmskript basierende Doku-Soap des Fernsehsenders Kabel eins. In dieser besucht der Dorstener Koch Frank Rosin Restaurants, welche sich in Schwierigkeiten befinden, und versucht, innerhalb von wenigen Tagen den Inhabern neue Perspektiven aufzuzeigen. Das Coachingformat wurde anfangs von der Berliner Filmproduktionsgesellschaft Imago TV produziert, wechselte jedoch 2015 zu Redseven Entertainment. Anfangs hieß die Sendung vollständig Rosins Restaurants – Ein Sternekoch räumt auf, in der 12. Staffel während der Corona-Krise Rosins Restaurants – Jetzt erst recht.

## Aufbau einer Sendung

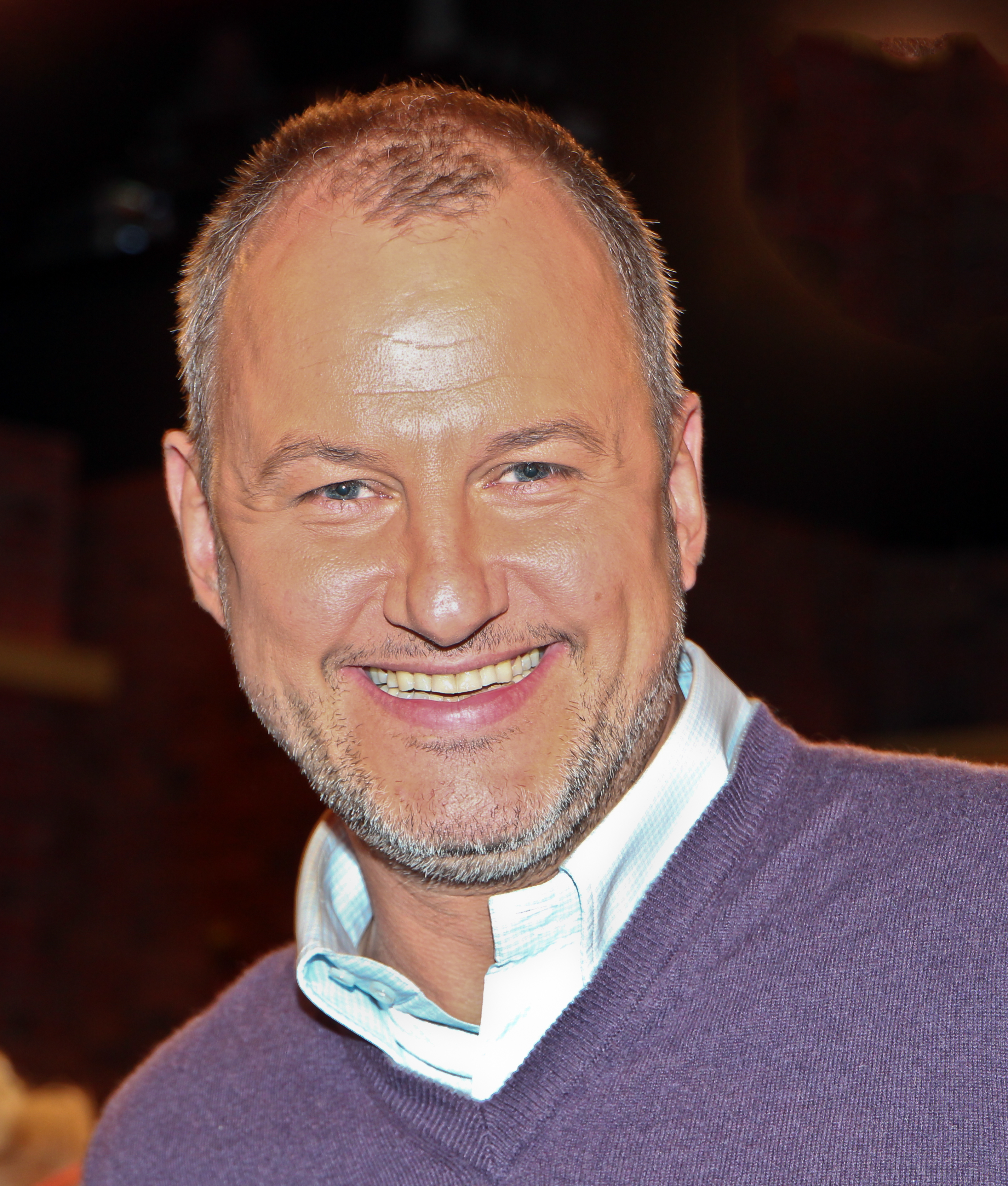
Frank Rosin

Die einzelnen Folgen sind nach einem festgelegten Schema aufgebaut.

### Überblick und Einführung
Zunächst verschafft sich Rosin einen Überblick über das Restaurant und lässt sich die Situation aus Sicht der Inhaber schildern. Anschließend konfrontiert er sie mit der Ankündigung, dass in wenigen Stunden „Testesser“ das Restaurant besuchen würden, in einer Zahlenstärke, die das Restaurant oft lange Zeit nicht mehr bedient hat. Die Testesser werden von einer Agentur in der Region ausgewählt oder von Rosin für die Sendung direkt angesprochen. Den Testessern sollen die Betreiber des Restaurants in der Regel ein dreigängiges Menü zubereiten oder sie à la carte bedienen, während Rosin die Inhaber und Angestellten bei ihrer Arbeit beobachtet. Rosin probiert das Essen ebenfalls und kommentiert es.

### Die erste Bewertung
Die Testesser bewerteten in früheren Staffeln das Restaurant anschließend nach fünf Kategorien: Speisenangebot, Geschmack, Preis/Leistung, Ambiente und Service. In den ersten Staffeln waren es Vorspeise, Hauptspeise, Nachspeise, Ambiente und Service. In der ersten Staffel gab es darüber hinaus die Kategorie „Getränke“. Bei Mischbetrieben mit angeschlossenen Hotels oder Pensionen werden für die Übernachtung eigene Tests mit eigenen Kategorien durchgeführt. In jeder Kategorie konnten bis zu zehn Punkte vergeben werden, so dass das Testessen mit maximal 50 Punkten bewertet werden konnte. 
In den neueren Staffeln seit der Corona-Pandemie wurde das Bewertungskonzept auf Sterne umgestellt. Nun können je Kategorie 0–5 Sterne vergeben werden. Auch halbe Sterne sind möglich. Bevor Rosin den Inhabern die Bewertung mitteilt, bittet er sie zunächst um eine Selbsteinschätzung. Die Bewertung ist neben ersten eigenen Beobachtungen die Grundlage für Rosin, an welchen Stellen er Optimierungsbedarf sieht.
2025 wurde das Bewertungssystem abermals verändert. Rosin führt freihändig Kategorien für die Erstbewertung ein, in der Testesser abstimmen.

### Maßnahmen
In den nächsten Tagen arbeitet er mit dem Team des Restaurants an den Mängeln. Defizite kann es bei der Zubereitung der Speisen, der Sauberkeit und Ordnung, der veralteten oder unpassenden Einrichtung oder Speisekarte und in der Zusammenarbeit zwischen Chef und Mitarbeitern geben.

#### Kalkulation und Finanzen
Bei einer unzureichenden Kalkulation rät er Gastwirten je nach Episode zu einem Aufschlag zwischen dem Drei- und Vierfachen des Einsatzpreises. Trotz der von Rosin häufig geäußerten Erkenntnis, dass die Gastwirte oft keine ausgebildeten oder geschulten Unternehmer seien, klärt Rosin die Gastwirte über das Risiko solcher Unternehmensentscheidungen nie auf. Doch die meisten Betriebe, die Rosin besucht, haben oft bereits mit hohen Schulden zu kämpfen. Die Übernahme von Schulden und Verbindlichkeiten gehört mit äußerst seltenen Ausnahmen wie niedrig-dreistelligen Knappschaftsbeiträgen ausdrücklich nicht zu den Maßnahmen der Sendung, da Rosin die Sendung als „Hilfe zur Selbsthilfe“ versteht. 

#### Renovierung und Sanierung
Häufig ist eine Renovierung oder der begrenzte Umbau von Küche oder Gastraum, eine Umbenennung sowie klärende Gespräche zwischen Betrieb und Kundenkreis oder Eigentümern Teil des in den meisten Sendungen üblichen Katalogs. Wenn umfangreiche Renovierungsarbeiten an der Betriebsstätte nötig sind, verlässt Rosin das Restaurant für die nötige Zeit und übergibt seinem Bauleiter Matthias „Willi“ Wilke bzw. in späteren Folgen dem Innenausstatter Flo Kogler vorübergehend die Verantwortung, der zusammen mit Rosins Team und freiwilligen Helfern die anstehenden Arbeiten durchführt. Das Ergebnis wird nie ohne den für das Fernsehen üblichen Einsatz von Bildfiltern und vor allem in der „Nachher“-Aufnahme nicht ohne die Scheinwerfer des Filmteams präsentiert.
In der Sendung vom 28. November 2024 äußerte der Gastwirt Mohammed Ebrahimi erstmals eine Einschätzung über die Höhe des Renovierungsbudgets der Sendung. Die Maßnahmen der Sendung an seinem Betrieb wurden vom Gastwirt auf einen Wert von insgesamt 5.000 € geschätzt. Die Betreiber des Gasthauses Schütz aus der Sendung vom 13. Oktober 2022 äußerten gegenüber dem YouTuber SkylineTV, dass die Renovierung sich nur auf das beschränken würde, was im Kamerabild zu sehen ist.

#### Küche und Speisenangebot
Zentraler Teil fast jeder Folge ist die Präsentation des kulinarischen Könnens von Frank Rosin, bei denen Gerichte entstehen, die in der Gastronomie Teil der Speisekarte werden sollen. Speisekarten werden reduziert, wenn sie dem Fernsehkoch zu umfangreich erscheinen und Abläufe in der Küche werden auf die Fähigkeiten des Gastronomen und des Personals angepasst. Die Rezepte werden den Zuschauern auf der sendungseigenen Website in Form von Clips aus der Sendung angeboten.

### Zweites Testessen und Abschluss
Nach dem Abschluss aller Aktivitäten erfolgt erneut ein Testessen sowie eine Bewertung in denselben Kategorien. Aus dem Vergleich „vorher – nachher“ wird der Erfolg seines Besuches abgeleitet. Daher erzielt das Restaurant nach dem zweiten Testessen oft eine starke Verbesserung: In der 50-Punkte-Bewertung liegt ein Restaurant beim ersten Testessen selten über 35, nach dem zweiten Testessen und Rosins Maßnahmen selten unter 40 Punkten. In der Sternebewertung erreichte ein Restaurant beim ersten Testessen selten eine Bewertung über 4 Sternen, beim zweiten Testessen nie unter 4 Sternen. Seit 2025 wird von den Gästen und Testessern nur noch mit einem roten oder grünen Bierdeckel abgestimmt, ob sie wiederkommen würden. Die Präsentation beider Testergebnisse findet oft vor Testessern und nicht selten auch späteren potentiellen Gästen statt, wobei die Maßnahmen im Rahmen von Rosins Hilfe im Mittelpunkt stehen. Den Restaurantbetreibern wird in manchen Folgen eine Plakette, teils mit der Endbewertung, als Teilnehmerurkunde erreicht.

## Nach der Sendung
Um die Nachhaltigkeit des Erfolgs von Frank Rosins Maßnahmen zu präsentieren, werden ausgesuchte Betriebe wenige Monate nach der Produktion durch Reporter der Sendung „K1 Magazin“ von Kabel eins besucht. Zur Mitwirkung bei diesen Sendungen sind die Gastwirte durch den Vertrag mit der Produktionsfirma von „Rosins Restaurants“ bereits mitverpflichtet worden.

## Episoden
Aktuell sind 156 Sendungen ausgestrahlt worden:
| Staffel | Episode | Erstausstrahlung   | Restaurant                                    | Ort                                | Ergebnis 1. Testessen                                                           | Ergebnis 2. Testessen         | Wissenswertes / Weitere Entwicklung |
| ------- | ------- | ------------------ | --------------------------------------------- | ---------------------------------- | ------------------------------------------------------------------------------- | ----------------------------- | --- |
| 1       | 1       | 24. November 2009  | Alte Veste                                    | Zirndorf                           | 40/60 Punkte                                                                    | 52/60 Punkte                  | Betrieb wurde weitergeführt. Die Darstellung des Gastronomiebetriebes wurde zugunsten des Vorher-Nachher-Effektes als manipuliert bezeichnet. Pächterwechsel im April 2014. |
| 1       | 2       | 1. Dezember 2009   | Osseria                                       | Berlin-Weißensee                   | 38/60 Punkte                                                                    | 52/60 Punkte                  | Betrieb wurde weitergeführt. Seit April 2017 geschlossen. |
| 1       | 3       | 8. Dezember 2009   | Carpe Diem                                    | Wilster                            | 26/60 Punkte                                                                    | 52/60 Punkte                  | Wurde umgestaltet, statt „Gourmetküche“ wurde „gutes mediterranes Essen“ serviert. Inzwischen geschlossen. |
| 1       | 4       | 15. Dezember 2009  | Herz’l                                        | Bruchsal                           | 38/60 Punkte                                                                    | 53/60 Punkte                  | Betrieb wurde weitergeführt, Pächterwechsel 2017. |
| 1       | 5       | 22. Dezember 2009  | Casa Italiana da Alberto                      | Berlin-Gatow                       | 30/60 Punkte                                                                    | 47/60 Punkte                  | Im Rahmen der Sendung umbenannt in Casa Italiana. Betrieb wurde weitergeführt. 2016 neu eröffnet als Cappuccino Gatow. |
| 1       | 6       | 5. Januar 2010     | Grill Bill                                    | Bochum                             | 29/60 Punkte                                                                    | 49/60 Punkte                  | Mittlerweile geschlossen. |
| 1       | 7       | 12. Januar 2010    | Katzenbusch                                   | Herten                             | 34/60 Punkte                                                                    | 53/60 Punkte                  | Pächterwechsel 2012, nachdem Rosins vorgeschlagene Änderungen nichts bewirkt hatten. |
| 1       | 8       | 19. Januar 2010    | Coober Pedy                                   | Hagen                              | 32/60 Punkte                                                                    | 52/60 Punkte                  | Anfang 2010 geschlossen. |
| 1       | 9       | 26. Januar 2010    | Navigare                                      | Duisburg                           | 26/60 Punkte                                                                    | 51/60 Punkte                  | Mittlerweile geschlossen. |
| 1       | 10      | 2. Februar 2010    | Hemingway                                     | Rostock                            | 39/60 Punkte                                                                    | 52/60 Punkte                  | Betrieb wurde weitergeführt. Inhaber gaben das Geschäft Mitte 2018 auf. |
| 1       | 11      | 9. Februar 2010    | Eisbein und Steak                             | Berlin-Marzahn                     | 23/60 Punkte                                                                    | 55/60 Punkte                  | Im Rahmen der Sendung umbenannt in Klemens Restaurant. Betrieb wurde weitergeführt. Ende 2013 geschlossen. |
| 2       | 1       | 27. Februar 2011   | Schlossgaststätte Falkenberg                  | Moosach                            | 22/50 Punkte                                                                    | 44/50 Punkte                  | Ab dieser Episode wurde das Bewertungssystem der Testessen auf 5 Kategorien und maximal 50 Punkte reduziert. Betrieb wurde weitergeführt. |
| 2       | 2       | 6. März 2011       | Ya man                                        | Berlin-Moabit                      | 23/50 Punkte                                                                    | 39/50 Punkte                  | Betrieb wurde weitergeführt. |
| 2       | 3       | 13. März 2011      | Alte Ratsklause                               | Berlin-Neukölln                    | 20/50 Punkte                                                                    | 40/50 Punkte                  | |
| 2       | 4       | 20. März 2011      | Lindeneck                                     | Borgsdorf                          | 21/50 Punkte                                                                    | 45/50 Punkte                  | Die Sendung wurde im Juli 2010 abgedreht, der Chefkoch wurde im Januar 2011 entlassen. Inzwischen geschlossen. |
| 2       | 5       | 27. März 2011      | Tapas Bar                                     | Lünen                              | 18/50 Punkte                                                                    | 41/50 Punkte                  | Umbenannt in Ristorante Fratelli, wenige Monate nach den Dreharbeiten geschlossen. |
| 2       | 6       | 3. April 2011      | Schmiedwirt                                   | Petershausen                       | 30/50 Punkte                                                                    | 44/50 Punkte                  | Am 31. August 2011 geschlossen. |
| 2       | 7       | 10. April 2011     | Haus Bieger                                   | Kamp-Lintfort                      | 24/50 Punkte                                                                    | 44/50 Punkte                  | Gedreht im August 2010. Betrieb wurde weitergeführt. |
| 2       | 8       | 17. April 2011     | Hexenkessel                                   | Preetz                             | 16/50 Punkte                                                                    | 46/50 Punkte                  | Inzwischen geschlossen Wiedereröffnung mit neuen Betreibern, unter dem Namen Bredeneeker Gasthaus. Dieses wurde 2019 auch von der Sendung Mein Lokal, Dein Lokal besucht. |
| 2       | 9       | 8. Mai 2011        | Altes Stadttor                                | Kastellaun                         | 18/50 Punkte                                                                    | 40/50 Punkte                  | Eine Woche vor Ausstrahlung gab es eine Neueröffnung durch neue Betreiber. |
| 2       | 10      | 15. Mai 2011       | Friedel’s                                     | Rangsdorf                          | 19/50 Punkte                                                                    | 39/50 Punkte                  | Mittlerweile geschlossen. |
| 3       | 1       | 17. Januar 2012    | Kulli-Nari                                    | Remscheid                          | 30/50 Punkte                                                                    | 47/50 Punkte                  | Pizza und Döner wurden von der Speisekarte genommen und der Schwerpunkt auf Currywurst gesetzt. |
| 3       | 2       | 24. Januar 2012    | Elly’s Bikertreff                             | Mönchengladbach                    | 14/50 Punkte                                                                    | 42/50 Punkte                  | Betrieb wurde weitergeführt. Mittlerweile geschlossen. |
| 3       | 3       | 31. Januar 2012    | Das Petersbergblick                           | Halle (Saale)                      | 15/50 Punkte                                                                    | 42/50 Punkte                  | Das Lokal wurde im Dezember 2011 von Grund auf renoviert. Mittlerweile geschlossen. |
| 3       | 4       | 7. Februar 2012    | Bei Muttern                                   | Berlin-Prenzlauer Berg             | 16/50 Punkte                                                                    | 42/50 Punkte                  | Das Lokal wurde im Zuge der Sendung auf Ostalgie umbenannt. Geschlossen. |
| 3       | 5       | 14. Februar 2012   | Straußenhof                                   | Großderschau                       | 27/50 Punkte                                                                    | 44/50 Punkte                  | Betrieb wurde weitergeführt. Besuch durch die Betreiber des Savanna in Staffel 4 Episode 6. Der Betrieb wurde 2019 geschlossen. |
| 3       | 6       | 21. Februar 2012   | Restaurante Brisas                            | Cala Rajada (Mallorca)             | 20/50 Punkte                                                                    | 42/50 Punkte                  | Die von Rosin initiierte Umstellung auf spanische Küche wurde mangels Erfolges aufgegeben und es wurde wieder auf deutsche Küche umgestellt. 2013 von den Kindern der ursprünglichen Betreiber übernommen, in Restaurante Brisas del Mar umbenannt und weitergeführt. |
| 4       | 1       | 3. Januar 2013     | Portofino                                     | Gescher                            | 14/50 Punkte                                                                    | 44/50 Punkte                  | Im Rahmen der Sendung umbenannt in Tanko Mimo. Der Betrieb wurde weitergeführt. Es erfolgte 2018 die Aufgabe des Lokals an der Tankstelle und Umzug nach Recklinghausen, wo der Betrieb unter dem ursprünglichen Namen Portofino weitergeführt wird. |
| 4       | 2       | 10. Januar 2013    | Hasenheide                                    | Hoffenheim                         | 19/50 Punkte                                                                    | 40/50 Punkte                  | Nachdem die Maßnahmen nicht erfolgreich waren, wurde das Restaurant im Oktober 2013 geschlossen. |
| 4       | 3       | 17. Januar 2013    | Saloon Wild West                              | Hohen Pritz                        | 19/50 Punkte                                                                    | 44/50 Punkte                  | Nach einer Reise nach Arizona wurde ganz auf amerikanische Küche umgestellt. Der Betrieb wurde weitergeführt. Im April 2021 ging das betreibende Ehepaar in den Ruhestand. |
| 4       | 4       | 24. Januar 2013    | Futterage                                     | Siegburg                           | 14/40 Punkte 19/50 Punkte                                                       | 46/50 Punkte                  | Es wurde jeweils ein Testessen im Imbiss und mit dem Partyservice abgehalten. Der Imbiss wurde aufgegeben, um sich vollständig auf das Catering und die Schulspeisung zu konzentrieren. Der Betrieb wurde weitergeführt. |
| 4       | 5       | 31. Januar 2013    | Mad Joe’s                                     | Wernigerode                        | k. A. wegen Abbruchs                                                            | k. A. wegen Abbruchs          | Der Koch und Sohn der Betreiberin machte von seinem Hausrecht Gebrauch und ließ die Dreharbeiten abbrechen. Der Betrieb wurde spätestens im Juli 2015 geschlossen. |
| 4       | 5       | 31. Januar 2013    | Hirsch                                        | Oederan                            | 23/50 Punkte                                                                    | 46/50 Punkte                  | Umstellung auf Steakhaus. Geschäftsaufgabe im März 2014. |
| 4       | 6       | 7. Februar 2013    | Savanna                                       | Berlin-Prenzlauer Berg             | 25/50 Punkte                                                                    | 45/50 Punkte                  | Im Rahmen der Sendung in Hakuna Matata umbenannt. Der Betrieb wurde weitergeführt. Nach der Sendung wurde die Namensänderung rückgängig gemacht und die Inneneinrichtung nochmals umgestaltet. Den Besuch Rosins bewertet der Inhaber in der Rückschau kritisch. 2023 laut eigener Website geschlossen. |
| 4       | 7       | 2. Juli 2013       | Die Amtslinde                                 | Osterholz-Scharmbeck               | 24/50 Punkte                                                                    | 44/50 Punkte                  | Das Restaurant wurde im November 2012 völlig umgestaltet. Ende 2022 dauerhaft geschlossen. Obwohl chronologisch zwischen S05E02 und S05E03 ausgestrahlt, wird diese Folge als S04E07 in der Kabel1 Mediathek geführt. |
| 5       | 1       | 18. Juni 2013      | Ratskeller                                    | Wülfrath                           | 29/50 Punkte                                                                    | k. A. wegen Abbruchs          | Während der Dreharbeiten im März 2013 wegen Insolvenz geschlossen. Inhaber Rene fängt in Episode 3 im Kochi’s – Das Wirtshaus als neuer Koch an. |
| 5       | 1       | 18. Juni 2013      | Alpengasthof                                  | Schneizlreuth                      | -                                                                               | -                             | Teil 1 |
| 5       | 2       | 25. Juni 2013      | Alpengasthof                                  | Schneizlreuth                      | 22/50 Punkte                                                                    | 44/50 Punkte                  | Teil 2. Die Sendung wurde im Mai 2013 abgedreht. Wurde umbenannt in Hotel & Restaurant Alpenglück. |
| 5       | 3       | 9. Juli 2013       | Kochi’s unmögliches Wirtshaus                 | Königsbrunn                        | 17/50 Punkte                                                                    | 42/50 Punkte                  | Im Rahmen der Sendung umbenannt in Kochi’s – Das Wirtshaus. Als neuer Koch wurde Rene aus dem Ratskeller aus Episode 1 angestellt. Der Betrieb wurde erst weitergeführt. Der Pachtvertrag wurde 2016 nicht verlängert. Mittlerweile geschlossen. |
| 5       | 4       | 16. Juli 2013      | Zur guten Laune                               | Ingelheim am Rhein                 | 16/50 Punkte                                                                    | 42/50 Punkte                  | Umgezogen an den neuen Standort Zum Dorfbrunnen in Uelversheim. Kündigung des Pachtvertrages 2014 wegen Zahlungsrückständen. Mittlerweile geschlossen. |
| 5       | 5       | 23. Juli 2013      | Fellini                                       | Palma (Mallorca)                   | 17/50 Punkte                                                                    | 39/50 Punkte                  | Umbenannt in Mama Rosa. |
| 5       | 6       | 30. Juli 2013      | Bistro M.                                     | Blankenfelde-Mahlow                | 14/50 Punkte                                                                    | 44/50 Punkte                  | Im Verlauf der Sendung umbenannt in Gerüchteküche. Inzwischen geschlossen. |
| 5       | 7       | 6. August 2013     | Zum Stausee                                   | Niederhausen                       |                                                                                 |                               | In Bed and Breakfast umgewandelt. Die Folge wurde aus der Mediathek entfernt. |
| 5       | 8       | 13. August 2013    | Nico’s Astra Pott                             | Pinneberg                          | 20/50 Punkte                                                                    | 43/50 Punkte                  | Im Verlauf der Sendung umbenannt in Alexandros. Die Gaststätte wurde im Juli 2014 geschlossen. |
| 6       | 1       | 26. November 2013  | Blattlaus                                     | Berlin-Adlershof                   | 15/50 Punkte                                                                    | 43/50 Punkte                  | Betrieb wurde weitergeführt. |
| 6       | 2       | 3. Dezember 2013   | Zur u’zeitigen Wirtschaft                     | Bärenstein (Erzgebirge)            | 17/50 Punkte                                                                    | 48/50 Punkte                  | Im Frühjahr 2014 wegen Unrentabilität geschlossen. |
| 6       | 3       | 10. Dezember 2013  | Bistro Papala Pub                             | Cuxhaven                           | 25/50 Punkte                                                                    | 45/50 Punkte                  | Im Rahmen der Sendung umbenannt in Nordisch Diner. Mittlerweile geschlossen. |
| 6       | 4       | 18. Februar 2014   | Kneipe Netz                                   | Düsseldorf                         | 21/50 Punkte                                                                    | 42/50 Punkte                  | Im Rahmen der Sendung in Wellnetz umbenannt. Der Betrieb wurde weitergeführt. |
| 6       | 5       | 25. Februar 2014   | Jagdgaststätte Elsthal                        | Luckenwalde                        | 18/50 Punkte                                                                    | 48/50 Punkte                  | Im Laufe der Sendung wurde die Gaststätte umbenannt in Zum Elsthal. Betreiberwechsel im Jahr 2016. |
| 6       | 6       | 18. März 2014      | Landhaus Eyendorf                             | Eyendorf                           | 19/50 Punkte                                                                    | 43/50 Punkte                  | Geschäftsaufgabe Ende 2016. |
| 6       | 7       | 25. März 2014      | Gaststätte Helenenstein                       | Rothenstein                        | 25/50 Punkte                                                                    | 47/50 Punkte                  | Pächterwechsel Oktober 2016. |
| 6       | 8       | 1. April 2014      | Roadhouse                                     | Beutelsbach (Niederbayern)         | 20/50 Punkte                                                                    | 45/50 Punkte                  | Seit Ende 2014 geschlossen. Die Folge wurde aus der Mediathek entfernt. Stand Juni 2025 ist die Folge auf Joyn verfügbar. |
| 7       | 1       | 29. Juli 2014      | Landgasthof Schmid – Zum Spatzl               | Batzenhofen                        | 19/50 Punkte                                                                    | 45/50 Punkte                  | Umbenannt in Landgasthof Balkan-Spatzl. Bereits wenige Monate nach Rosins Besuch geschlossen. |
| 7       | 2       | 5. August 2014     | Landgasthof Engels                            | Geseke                             |                                                                                 |                               | Mittlerweile geschlossen. Die Folge wurde aus der Mediathek entfernt. |
| 7       | 3       | 12. August 2014    | Zehntscheune                                  | Wössingen                          | 21/50 Punkte                                                                    | k. A. wegen Abbruchs          | Wurde auf Empfehlung Rosins wegen Überschuldung geschlossen. Die Betreiberin entschied sich während der Folge, als Kellnerin im Lokal Alpenglück aus S05E02 zu arbeiten. |
| 7       | 3       | 12. August 2014    | Wulle Stüble                                  | Esslingen am Neckar                | 21/50 Punkte                                                                    | 46/50 Punkte                  | Im Rahmen der Sendung umbenannt in Uschi’s Stüble. Seit Dezember 2016 neue Konzeptänderung / Schließung. |
| 7       | 4       | 16. September 2014 | Seeblick                                      | Hungen                             | 18/50 Punkte                                                                    | 47/50 Punkte                  | Das Konzept wurde weiterentwickelt. Die finanziellen Probleme des Betriebes konnten verkleinert werden. |
| 7       | 5       | 23. September 2014 | Cooky’s Maikotten                             | Münster                            | 26/50 Punkte                                                                    | 45/50 Punkte                  | Restaurant am 16. Mai 2017 durch einen Brand schwer beschädigt. Betrieb wurde nicht wiedereröffnet. |
| 7       | 6       | 30. September 2014 | Brasserie & Bar Prisma                        | Nürnberg                           | 22/50 Punkte                                                                    | 46/50 Punkte                  | In ein italienisches Restaurant mit dem neuen Namen Pasta Galerie umgewandelt. Danach wieder zurückbenannt in Prisma und insolvent. Ende 2015 geschlossen. |
| 7       | 7       | 6. Januar 2015     | Rosins Restaurants – mein Jahr 2014           | -                                  | -                                                                               | -                             | |
| 8       | 1       | 10. Februar 2015   | Alt-Neuwerk                                   | Mönchengladbach                    | 16/50 Punkte                                                                    | 44/50 Punkte                  | Im Rahmen der Sendung umbenannt in Bei Susanne. Seit September 2015 geschlossen. |
| 8       | 2       | 17. Februar 2015   | West Virginia in der Witwe Bolte              | Minden                             | 20/50 Punkte                                                                    | 44/50 Punkte                  | Im Rahmen der Sendung umbenannt in Reinickes Steakhouse und umgezogen an einen neuen Standort. Der Betrieb wurde im Sommer 2016 geschlossen. |
| 8       | 3       | 24. Februar 2015   | Grüner Baum                                   | Fürth                              | 24/50 Punkte                                                                    | k. A. wegen Abbruchs          | Lokal war bereits während des Drehs insolvent und blieb nach Ende der Dreharbeiten ab Dezember 2014 geschlossen. |
| 8       | 4       | 10. März 2015      | Pizzorante La Trinacria                       | Obertshausen                       | 23/50 Punkte                                                                    | 46/50 Punkte                  | |
| 8       | 5       | 30. Juni 2015      | XXL-Food-King                                 | Gladbeck                           | 19/50 Punkte                                                                    | 46/50 Punkte                  | Im Rahmen der Sendung in Pottburger umbenannt. Inzwischen dauerhaft geschlossen. |
| 8       | 6       | 7. Juli 2015       | Academica                                     | Fulda                              | 23/50 Punkte                                                                    | 43/50 Punkte                  | Im Rahmen der Sendung in Eidmann’s umbenannt. Seit November 2016 geschlossen. In der Rückschau betrachtet der Betreiber die Teilnahme an der Sendung kritisch. |
| 8       | 7       | 14. Juli 2015      | Casino                                        | Berlin-Spandau                     | 18/50 Punkte                                                                    | 41/50 Punkte                  | Im Rahmen der Sendung in Zeppelin-Schmaus umbenannt. Betrieb wurde zuerst weitergeführt und 2023 geschlossen. |
| 8       | 8       | 21. Juli 2015      | Venetia                                       | Kronshagen                         | 23/50 Punkte                                                                    | 47/50 Punkte                  | Im Rahmen der Sendung in Kostas umbenannt. Betrieb wurde weitergeführt. Betreiberwechsel ab Juli 2025. |
| 8       | 9       | 4. August 2015     | Rosins Restaurants Best-of                    | -                                  | -                                                                               | -                             | |
| 9       | 1       | 8. März 2016       | Silberpfeil                                   | Kirchlengern                       | 18/50 Punkte                                                                    | 45/50 Punkte                  | Im Rahmen der Sendung in Beef Factory umbenannt. Nach anfänglichen Erfolgen nach der Sendung vom Verpächter gekündigt. |
| 9       | 2       | 15. März 2016      | Wulaia                                        | Köln-Ehrenfeld                     | 19/50 Punkte                                                                    | 44/50 Punkte                  | Im Rahmen der Sendung in El Comedor umbenannt. Betrieb wurde weitergeführt, musste jedoch 2020 wegen der Corona-Pandemie dauerhaft schließen. |
| 9       | 3       | 22. März 2016      | Ratskeller                                    | Hanau                              | 27/50 Punkte                                                                    | 44/50 Punkte                  | Betrieb wurde erfolgreich weitergeführt. Besuch durch die Betreiber des M Worscht in Staffel 10 Episode 3. |
| 9       | 4       | 5. April 2016      | Rother Kuppe                                  | Hausen (Rhön)                      | 27/50 Punkte                                                                    | 47/50 Punkte                  | Die Sendung verhalf der Gaststätte zu neuer Aufmerksamkeit und Gästen. Die ursprüngliche Pächterin verstarb Ende 2023, der Betrieb wird seit dem von ihrem Exmann und ihrer Familie weitergeführt. |
| 9       | 5       | 8. November 2016   | Claudia's Ding                                | Geilenkirchen                      | 32/50 Punkte                                                                    | k. A. wegen Abbruchs          | Abbruch der Hilfe durch Rosin. Er empfahl der Besitzerin, vor einem Weiterführen des Lokals erst eine Unternehmerschulung zu machen, die er bezahlen würde. Der Betrieb wurde von der Besitzerin zunächst fortgeführt, aber am 31. März 2018 an neue Inhaber verkauft. |
| 9       | 6       | 22. November 2016  | Kleineschle                                   | Burladingen                        | 25/50 Punkte                                                                    | 47/50 Punkte                  | Im Rahmen der Sendung in Dianas Hendl-Alb umbenannt. Betrieb wurde weitergeführt. Ende 2018 wollte sich die Wirtin wegen einer Schwangerschaft aus dem Geschäft zurückziehen. Dauerhaft geschlossen. |
| 9       | 7       | 29. November 2016  | Gasthaus zum Eck                              | Großlittgen                        | 25/50 Punkte                                                                    | 43/50 Punkte                  | Betrieb wurde weitergeführt. Seit Oktober 2018 geschlossen. |
| 9       | 8       | 6. Dezember 2016   | Bella Rosa                                    | Heubach                            | 29/50 Punkte                                                                    | 45/50 Punkte                  | Seit 4. Juli 2017 geschlossen. Die Folge wurde aus der Mediathek entfernt. |
| 9       | 9       | 20. Dezember 2016  | Das Weihnachts-Spezial                        | –                                  | –                                                                               | –                             | – |
| 9       | 10      | 10. Januar 2017    | Burger Teufel                                 | Solingen                           | 0/50 Punkte (Testessen abgebrochen)                                             | 38/50 Punkte                  | Der Betreiber kritisierte die Sendung im Nachhinein öffentlich für mangelhafte Konstruktivität. Betrieb wurde weitergeführt. Seit 2023 geschlossen. |
| 9       | 11      | 17. Januar 2017    | Osteria „Stefano & Eva“                       | Riegelsberg                        | 19/50 Punkte                                                                    | 45/50 Punkte                  | Seit Januar 2019 geschlossen. |
| 9       | 12      | 24. Januar 2017    | „Degott Schleppi“                             | Saarbrücken                        | 33/50 Punkte                                                                    |                               | Hilfe durch Rosin wurde kontrovers gesehen, nach Angriffen in den sozialen Medien auf die Familie wurde die Folge bei Kabel 1 aus der Mediathek entfernt. Restaurant wurde vorerst weitergeführt, dann geschlossen. |
| 9       | 13      | 31. Januar 2017    | Die kleine Kombüse                            | Industriepark Triangel, Sassenburg | -                                                                               | -                             | Diese Episode war als Folge für Rosins Kantinen konzipiert, wurde aber im Zuge von Rosins Restaurants ausgestrahlt. Deswegen sind zahlreiche Elemente verändert, wie das Erscheinen von Olaf Hertlein und Melanie Frehse als Co-Hosts und dem Ausbleiben der üblichen Testessen. Seit dem 8. Februar 2017, kurz nach Ausstrahlung der Sendung, geschlossen.                                                                                                   |
| 10      | 1       | 21. März 2017      | Schaarschmidt an der Ahr                      | Bad Neuenahr-Ahrweiler             | 33/50 Punkte                                                                    | k. A. wegen Abbruchs          | Neuanfang unter dem Namen Im Fluss nach Verriss in der Sendung. Im Laufe des Jahres 2018 geschlossen. |
| 10      | 2       | 28. März 2017      | Pizzeria Piccolino                            | Duisburg                           | 30/50 Punkte                                                                    | 41/50 Punkte                  | Mittlerweile geschlossen. |
| 10      | 3       | 4. April 2017      | M Worscht                                     | Offenbach                          | 26/50 Punkte                                                                    | 42/50 Punkte                  | Im Rahmen der Sendung in „Burger Room“ umbenannt. Mittlerweile geschlossen. |
| 10      | 4       | 5. Dezember 2017   | Manolo                                        | Osnabrück                          | 14/50 Punkte                                                                    | k. A. wegen Abbruchs          | Abbruch der Hilfe von Rosin, nachdem der Pächter den demnächst auslaufenden Pachtvertrag nicht zu unveränderten Konditionen verlängern wollte. Dreharbeiten fanden im März 2017 statt, Mitte Juni verließ das Betreiberehepaar die Immobilie. Dieses beurteilte den Dreh der Sendung und Rosin Jahre später kritisch. |
| 10      | 5       | 12. Dezember 2017  | Lenes Essbar                                  | Garding                            | 25/50 Punkte                                                                    | 44/50 Punkte                  | Mittlerweile geschlossen. |
| 10      | 6       | 2. Januar 2018     | Landgasthaus am See                           | Dettenheim                         | 18/50 Punkte                                                                    | k. A. wegen Abbruchs          | Im Verlauf der Sendung wegen Überschuldung geschlossen. |
| 10      | 7       | 9. Januar 2018     | Wittekindsquelle                              | Bergkirchen                        | 33/50 Punkte                                                                    | 43/50 Punkte                  | Der Souschef Tim stellte sich später als Hochstapler heraus, der seine Referenzen gefälscht hatte. Geschlossen, Pächterwechsel. |
| 10      | 8       | 23. Januar 2018    | Hotel-Restaurant Heideschänke                 | Braunschweig                       | 19/50 Punkte                                                                    | 43/50 Punkte                  | Erstausstrahlung wurde vom 19. Dezember 2017 auf den 23. Januar 2018 verschoben. Umbenannt in Hotel am Hafen. Betrieb wurde weitergeführt. |
| 11      | 1       | 16. Januar 2018    | Main Street 22                                | Garrel                             | 13/50 Punkte (Testessen nach dem Beginn des Hauptgangs durch Rosin abgebrochen) | 43/50 Punkte                  | Im Rahmen der Sendung in Röstelei umbenannt. Im Juli 2020 geschlossen. Obwohl chronologisch zwischen S10E07 und S10E08 ausgestrahlt, wird diese Folge als S11E01 in der Kabel1-Mediathek geführt. |
| 11      | 2       | 30. Januar 2018    | Bürgerstube Lambrecht                         | Lambrecht                          | 38/50 Punkte                                                                    | 43/50 Punkte                  | Betrieb wurde weitergeführt. |
| 11      | 3       | 13. Februar 2018   | Benders Gasthaus                              | Grünstadt                          | 29/50 Punkte                                                                    | 46/50 Punkte                  | Es wurde von deutscher auf mediterrane Küche umgestellt. Der Umsatz des Gasthauses ist nach Angaben des Betreibers seither gestiegen. Ende 2023 geschlossen. |
| 11      | 4       | 17. April 2018     | Trattoria Nonna Concetta                      | Dortmund                           | 27/50 Punkte                                                                    | k. A. wegen Abbruchs          | Rosin brach die Hilfe nach Streitigkeiten über den Umgang des Inhabers mit seinen Angestellten ab. Das Verhalten des Fernsehkochs wurde im Nachhinein vom Inhaber kritisiert. Betrieb wurde zunächst weitergeführt. Seit November 2019 geschlossen. |
| 11      | 5       | 24. April 2018     | Mel’s Taverne                                 | Moers                              | 13/50 Punkte                                                                    | 39/50 Punkte                  | Betrieb wurde erst weitergeführt, seit September 2020 geschlossen. |
| 11      | 6       | 8. Mai 2018        | Rossini                                       | Dortmund                           | 32/50 Punkte                                                                    | k. A. wegen Abbruchs          | Abbruch der Hilfe von Rosin, nachdem sich der Koch des Restaurants nach Streitigkeiten mit dem Inhaber geweigert hatte, weiter mit ihm zu arbeiten. Der Besitzer kritisierte Rosin im Nachhinein und warf ihm vor, unverrichteter Dinge gegangen zu sein. Da kein Küchenchef mehr vorhanden war, wurde der Betrieb im Januar 2018 aufgelöst. |
| 11      | 7       | 15. Mai 2018       | Kastanienhof                                  | Kitzingen                          | 29/50 Punkte                                                                    | 44/50 Punkte                  | Im Laufe der Sendung in Steakhaus umbenannt. Seit spätestens Januar 2021 geschlossen. |
| 11      | 8       | 14. März 2019      | Culo del Mondo                                | Werdohl                            | 35/50 Punkte                                                                    | 46/50 Punkte                  | Im Laufe der Sendung in Sillis Landhaus umbenannt. Betrieb wurde wenige Monate nach den Dreharbeiten geschlossen durch Aufhebung des Pachtvertrages in beiderseitigem Einvernehmen zum 1. September 2019. Obwohl chronologisch zwischen S11E15 und S11E16 ausgestrahlt, wird diese Folge als S11E08 in der Kabel1-Mediathek geführt. |
| 11      | 9       | 29. November 2018  | Gasthaus zur Post                             | Baierbrunn                         | 25/50 Punkte                                                                    | 42/50 Punkte                  | Der Pachtvertrag wurde vom Verpächter zum 31. Juli 2019 gekündigt. |
| 11      | 10      | 6. Dezember 2018   | Rodenhofklause                                | Saarbrücken                        | 25/50 Punkte                                                                    | 46/50 Punkte                  | Betrieb wurde weitergeführt. |
| 11      | 11      | 13. Dezember 2018  | Gasthaus am Silbersee                         | Kritzendorf (Niederösterreich)     | 33/50 Punkte                                                                    | 47/50 Punkte                  | Betrieb wurde weitergeführt. |
| 11      | 12      | 14. Februar 2019   | Kaiser's                                      | Ludwigsburg                        | 16/50 Punkte                                                                    | 42/50 Punkte                  | Im Laufe der Sendung in Soulas umbenannt. Betrieb wurde weitergeführt, musste jedoch 2020 wegen der Corona-Pandemie dauerhaft schließen. |
| 11      | 13      | 21. Februar 2019   | Seltenheit                                    | Bramsche                           | 28/50 Punkte                                                                    | 47/50 Punkte                  | Im Laufe der Sendung in Piwo & Vino umbenannt. Betrieb wurde zuerst weitergeführt, jedoch inzwischen geschlossen. |
| 11      | 14      | 28. Februar 2019   | Grimms Hütte                                  | Ronshausen                         | 30/50 Punkte                                                                    | 45/50 Punkte                  | Betrieb wurde weitergeführt. |
| 11      | 15      | 7. März 2019       | Rinderstall                                   | Hann. Münden                       | 28/50 Punkte                                                                    | 43/50 Punkte                  | Betrieb wurde weitergeführt. Seit 2022 neuer Betreiber. Dieser nahm 2024 mit seinem Lokal auch an der Kabel1-Sendung Mein Lokal, Dein Lokal teil. |
| 11      | 16      | 21. März 2019      | Stadthalle Burg                               | Burg (bei Magdeburg)               | 27/50 Punkte                                                                    | 39/50 Punkte                  | Gegen die Betreiberfirma wurde im Februar 2020 ein Insolvenzantrag gestellt. Nach andauerndem Streit mit der Stadt wurde der Pachtvertrag im März 2020 vorläufig gekündigt und 14 Tage nach Ausstrahlung vom Stadtrat der Stadt Burg abschließend nicht verlängert. |
| 12      | 1       | 1. August 2019     | Meson Mallorquin                              | Recklinghausen                     | 26/40 Punkte                                                                    | k. A. wegen Abbruchs          | Das erste Testessen musste in einem anderen Gasthaus abgehalten werden, weil die Küche nicht den Sicherheitsanforderungen genügte. Deshalb wurde die Kategorie Ambiente bei der Bewertung ausgeschlossen. Im Laufe der Sendung Abbruch der Hilfe von Rosin. Rosin bot dem Sohn der Inhaberin einen Ausbildungsplatz in seinem Restaurant an, was dieser jedoch ablehnte. Bald darauf wegen Insolvenz geschlossen. Die Folge wurde aus der Mediathek entfernt. |
| 12      | 2       | 8. August 2019     | Quick Bite                                    | Port d'Andratx (Mallorca)          | 20/50 Punkte                                                                    | 39/50 Punkte                  | Während der Sendung umbenannt in El Rápido. Inzwischen geschlossen. |
| 12      | 3       | 15. August 2019    | Katse Kato                                    | Wörth (Landkreis Erding)           | 15/50 Punkte                                                                    | 41/50 Punkte                  | Betrieb wurde weitergeführt. Die Folge wurde aus der Mediathek entfernt. Der Betrieb zog im November 2019 nach Roßtal. |
| 12      | 4       | 22. August 2019    | Le Petit                                      | Hamburg-Volksdorf                  | 25/50 Punkte                                                                    | 46/50 Punkte                  | Während der Dreharbeiten in El Pequeño umbenannt. Betrieb wurde weitergeführt. Seit 2023 geschlossen. |
| 12      | 5       | 29. August 2019    | Zum Stern                                     | Walldorf                           | 21/50 Punkte                                                                    | 44/50 Punkte                  | Betrieb wurde weitergeführt. |
| 12      | 6       | 5. September 2019  | Dubrovnik                                     | Köln-Porz                          | 24/50 Punkte                                                                    | 42/50 Punkte                  | Betrieb wurde weitergeführt. Später in Restaurant Ambar umbenannt. Mittlerweile dauerhaft geschlossen. |
| 12      | 7       | 28. November 2019  | Auf zu Manu                                   | Salzgitter                         | 27/50 Punkte                                                                    | 41/50 Punkte                  | Betrieb wurde zum Jahresende 2020 geschlossen. |
| 12      | 8       | 5. Dezember 2019   | Kleine Braterei                               | Friedberg (Hessen)                 | 21/50 Punkte                                                                    | 45/50 Punkte                  | Betrieb wurde 2021 geschlossen. Bereits kurz nach dem Besuch Rosins und noch vor Ausstrahlung der Sendung stellte das unterstützende Jobcenter laut Berichten einer Lokalzeitung erhebliche Forderungen an die Betreiber, die durch diese nur schwer zu erfüllen waren. |
| 12      | 9       | 12. Dezember 2019  | Gasthaus Bauer                                | Delligsen                          | 23/50 Punkte                                                                    | 40/50 Punkte                  | Umbenannt in Restaurant im Hils. Betrieb wurde weitergeführt. |
| 12      | 10      | 19. Dezember 2019  | Gasthof im Gsteinigt                          | Arzberg                            | 34/50 Punkte                                                                    | 44/50 Punkte                  | Seit 2020 aus familiären Gründen geschlossen. |
| 12      | 11      | 19. März 2020      | Amore Mio                                     | Collenberg                         | 20/50 Punkte                                                                    | 37/50 Punkte                  | Nach zwei Monaten trennten sich Pächter und der vermietende Verein voneinander. |
| 12      | 12      | 26. März 2020      | David & Goliath                               | Darmstadt                          | 27/50 Punkte                                                                    | 40/50 Punkte                  | Betrieb wurde 2021 aufgrund der Corona-Krise geschlossen. |
| 12      | 13      | 2. April 2020      | Hopfenstübchen                                | Kleinvollstedt                     | 23/50 Punkte                                                                    | 42/50 Punkte                  | Im Juli 2020 wurde der Pachtvertrag aufgelöst und sowohl die Führung des Restaurants als auch das Catering von Schule und Kita neu vergeben. |
| 12      | 14      | 17. Dezember 2020  | Grinders                                      | Berlin-Pankow                      | 30/50 Punkte                                                                    | 43/50 Punkte                  | Ursprünglich war die Erstausstrahlung für den 9. April 2020 geplant, aufgrund der Corona-Pandemie wurde die Ausstrahlung ausgesetzt und im Zuge der 13. Staffel gezeigt. Spätestens seit Dezember 2020 geschlossen. |
| 12      | 15      | 23. Juli 2020      | Königliches Brauhaus                          | Boppard                            | -                                                                               | 33 Grüne Karten 2 Rote Karten | Inhaltliche Änderung der Sendung nach Beginn der Corona-Pandemie: Statt einer üblichen Punktbewertung konnte mit grünen (positiven) und roten (negativen) Karten abgestimmt und Feedback hinterlassen werden. Das Restaurant ist zwischenzeitlich dauerhaft geschlossen. |
| 12      | 16      | 30. Juli 2020      | Satrup Krog                                   | Satrup                             | -                                                                               | 48 Grüne Karten 2 Rote Karten | Aufgabe der Gaststätte durch das Betreiber-Ehepaar 2023. Laut Aussage der Wirtsleute sei dies nicht aus wirtschaftlichen Gründen geschehen. |
| 12      | 17      | 6. August 2020     | Kastanienhof                                  | Lobstädt                           | -                                                                               | 24 Grüne Karten 2 Rote Karten | Der Betrieb wurde weitergeführt. |
| 12      | 18      | 13. August 2020    | Kutzeburger Mühle                             | Cottbus                            | 30/50 Punkte                                                                    | 44/50 Punkte                  | Der Betrieb wurde weitergeführt. |
| 13      | 1       | 26. November 2020  | Nicki's Imbiss                                | Raeren (Belgien)                   | 2/5 Sterne                                                                      | 4/5 Sterne                    | Erneute inhaltliche Änderungen: Erste Folge mit dem Sterne-Bewertungssystem. Betrieb wurde weitergeführt. Dank Rosins Maßnahmen konnte der Umsatz gesteigert werden, infolge des Lockdowns im November 2020 ging der Umsatz jedoch wieder zurück. |
| 13      | 2       | 3. Dezember 2020   | Op de Limeke                                  | Verl                               | 23/50 Punkte                                                                    | 44/50 Punkte                  | Nach dem Corona-Lockdown Ende November 2020 wurde der Betrieb vorläufig geschlossen. Im Februar 2021 wurde der Betrieb wieder geöffnet und somit weitergeführt. Ferner wurde die Gaststätte umbenannt in Meierei. |
| 13      | 3       | 10. Dezember 2020  | Pizzeria zur alten Post                       | Bruchköbel                         | 24/50 Punkte                                                                    | 45/50 Punkte                  | Der Betrieb wurde weitergeführt. |
| 13      | 4       | 7. Januar 2021     | WaffelWunder                                  | Nordhausen                         | 2,5/5 Sterne                                                                    | 5/5 Sterne                    | Der Betrieb wurde weitergeführt. |
| 13      | 5       | 14. Januar 2021    | Geestland-Treff                               | Kropp                              | -                                                                               | 5/5 Sterne                    | Es gab keine üblichen Testessen, wenige Testesser bewerteten den Geestland-Treff erst nach Zusammenarbeit mit Rosin, doch nicht als Restaurant, sondern als Liefer- und Abholdienst. |
| 13      | 6       | 21. Januar 2021    | Gasthaus Jesewitz                             | Jesewitz                           | 2,8/5 Sterne                                                                    | 5/5 Sterne                    | Testessen wurden durch Lieferdienst abgehalten. Zum 1. Januar 2023 geschlossen. |
| 13      | 7       | 28. Januar 2021    | Café Zweistein                                | Bad Sooden-Allendorf               | 22/50 Punkte                                                                    | 42/50 Punkte                  | Ursprünglich war die Erstausstrahlung für den 26. April 2020 geplant, aufgrund der Corona-Pandemie wurde die Ausstrahlung ausgesetzt und im Zuge der 13. Staffel gezeigt. Im Januar 2022 geschlossen. |
| 13      | 8       | 6. Mai 2021        | KC Kitchen                                    | Pfullendorf                        | 3/5 Sterne                                                                      | 5/5 Sterne                    | Ende 2021 geschlossen. |
| 13      | 9       | 20. Mai 2021       | Hafen Extra                                   | Aurich                             | 4/5 Sterne                                                                      | 5/5 Sterne                    | Der Betrieb wurde weitergeführt. |
| 13      | 10      | 27. Mai 2021       | Landgasthof Harmonie                          | Barlt                              | 3/5 Sterne                                                                      | 5/5 Sterne                    | Der Betrieb wurde weitergeführt. Zusätzlich wurde dieser Gasthof auch noch von den RTL2-Kochprofis besucht. |
| 14      | 1       | 10. Juni 2021      | STEFFENS                                      | Bad Aibling                        | 3/5 Sterne                                                                      | 5/5 Sterne                    | |
| 14      | 2       | 5. August 2021     | An[Gerich]tet                                 | Neuötting                          | 3/5 Sterne                                                                      | 5/5 Sterne                    | Weiterführung des Betriebes. Erneuter Besuch des Restaurants Anfang 2023. |
| 14      | 3       | 12. August 2021    | El Patio                                      | München-Schwabing                  | 3/5 Sterne                                                                      | 5/5 Sterne                    | |
| 14      | 4       | 19. August 2021    | Nanook's Pub & Restaurant in der Stadtschenke | Brilon                             | 3/5 Sterne                                                                      | 4,5/5 Sterne                  | |
| 14      | 5       | 26. August 2021    | Bei Tony                                      | Osnabrück                          | 2,5/5 Sterne                                                                    | 5/5 Sterne                    | Die Betreiberin führte zeitgleich zwei Lokale: Bei Tony und Bei Tony am Kontor, wovon das letztere 2018 in derselben Immobilie eröffnet wurde, in der vormals das Manolo aus Folge S10E04 betrieben wurde. |
| 14      | 6       | 28. Oktober 2021   | Franks Brutzelbude                            | Dannenberg (Elbe)                  | 2/5 Sterne                                                                      | 5/5 Sterne                    | Betrieb inzwischen seit mindestens Anfang 2024 geschlossen. |
| 14      | 7       | 4. November 2021   | Deutsche Scholle                              | Neuss                              | 2/5 Sterne                                                                      | k. A. wegen Abbruchs          | Vor dem Hintergrund gesundheitlicher Probleme des Küchenchefs und Unrentabilität des Lokals empfahl Rosin den Betreibern, das Lokal nicht weiterzuführen. Das Pachtverhältnis wurde nach Abschluss der Dreharbeiten Mitte Juni 2021 gekündigt. |
| 14      | 8       | 11. November 2021  | Wanderrast                                    | Arendsee (Altmark)                 | 3/5 Sterne                                                                      | 5/5 Sterne                    | |
| 15      | 1       | 2. Juni 2022       | Glückauf-Grill                                | Dorsten                            | 3/5 Sterne                                                                      | 5/5 Sterne                    | In dieser Folge hilft Rosin, den ehemaligen Imbiss seiner Mutter an einen neuen Betreiber zu vermitteln. |
| 15      | 2       | 9. Juni 2022       | Die Pizzabäckerin                             | Hamburg-Eimsbüttel                 | 3/5 Sterne                                                                      | 4/5 Sterne                    | Betrieb wurde weitergeführt. |
| 15      | 3       | 23. Juni 2022      | TC Sölderholz                                 | Dortmund                           | 2,5/5 Sterne                                                                    | 4/5 Sterne                    | Im Laufe der Sendung in Doros Küche umbenannt. |
| 15      | 4       | 30. Juni 2022      | Punto Latino                                  | Schmitten im Taunus                | 3,5/5 Sterne                                                                    | 4,5/5 Sterne                  | |
| 15      | 5       | 15. Dezember 2022  | Rosmarino                                     | Königstein im Taunus               | 2,5/5 Sterne                                                                    | 4,5/5 Sterne                  | Obwohl chronologisch zwischen S15E07 und S16E01 ausgestrahlt, wird diese Folge als S15E05 in der Kabel-Eins-Mediathek geführt. Betrieb wurde weitergeführt. |
| 15      | 6       | 13. Oktober 2022   | Gasthaus Schütz                               | Langgöns                           | 2,5/5 Sterne                                                                    | k. A. wegen Abbruchs          | Abbruch der Hilfe von Rosin. Diese Episode wird in der Kabel-1-Mediathek mit der Episodennummer S15E06 betitelt, folgte aber direkt auf S15E04, ob dies aufgrund einer Restrukturierung der Ausstrahlungsreihenfolge geschehen ist, ist unbekannt. |
| 15      | 7       | 20. Oktober 2022   | Die Kantine                                   | Mönchweiler                        | 2/5 Sterne                                                                      | 4,5/5 Sterne                  | |
| 15      | 8       | 8. Dezember 2022   | Gasthaus Rheinebene                           | Rheinstetten                       | 3/5 Sterne                                                                      | 5/5 Sterne                    | |
| 16      | 1       | 19. Januar 2023    | Unser Landgasthaus                            | Nottuln                            | -                                                                               | -                             | In dieser Episode wählte eine Dorfgemeinschaft aus drei Bewerbern einen neuen Pächter für ihr Gasthaus. Aufgrund der geänderten Struktur wurden keine Testessen abgehalten. Pächterwechsel im Februar 2024. |
| 16      | 2       | 26. Januar 2023    | SSC Gaststätte                                | Stuttgart                          | 2,5/5 Sterne                                                                    | k. A. wegen Abbruchs          | Abbruch der Hilfe von Rosin nach Renovierung der Gaststätte. |
| 16      | 3       | 2. Februar 2023    | dAS Vereinsheim                               | Neumarkt in der Oberpfalz          | 2/5 Sterne                                                                      | 4,5/5 Sterne                  | |
| 16      | 4       | 21. September 2023 | Bisttalstube                                  | Wadgassen                          | 2,5/5 Sterne                                                                    | 4,5/5 Sterne                  | |
| 16      | 5       | 28. September 2023 | Speedy Pizza                                  | Wallenhorst                        | 2/5 Sterne                                                                      | 5/5 Sterne                    | Im Laufe der Sendung in falafilu umbenannt. |
| 16      | 6       | 5. Oktober 2023    | Natürlich Schmackhaft                         | Saarbrücken                        | 2,5/5 Sterne                                                                    | 3/5 Sterne                    | Mittlerweile geschlossen. |
| 16      | 7       | 12. Oktober 2023   | Bräustübl                                     | Bad Segeberg                       | 2/5 Sterne                                                                      | 4,5/5 Sterne                  | |
| 16      | 8       | 19. Oktober 2023   | Linas                                         | Berlin-Prenzlauer Berg             | 2,5/5 Sterne                                                                    | 4,5/5 Sterne                  | Mittlerweile geschlossen |
|         |         |                    |                                               |                                    |                                                                                 |                               | |
| 17      | 1       | 4. Januar 2024     | Westernhof Osterwald                          | Osterwald                          | 1,5/5 Sterne                                                                    | 4/5 Sterne                    | Im Laufe der Sendung in Zum Blauen Bock zurückbenannt. |
| 17      | 2       | 11. Januar 2024    | Naturfreundehaus Strümpfelbach                | Weinstadt                          | 3/5 Sterne                                                                      | 4,5/5 Sterne                  | |
| 17      | 3       | 18. Januar 2024    | Casa di Fiore da Rosario                      | Cadolzburg                         | 3,5/5 Sterne                                                                    | 4,5/5 Sterne                  | |
| 17      | 4       | 21. November 2024  | Ephesus                                       | Samtgemeinde Heemsen               | -                                                                               | -                             | Erneute inhaltliche Änderungen: Statt dem Sterne-Bewertungssystem wurden die Testesser beim 1. Testessen zu einem detaillierten schriftlichen Feedback aufgerufen, aufgrund dessen Rosin einen Coaching-Plan erstellte. Beim Abschluss des 2. Testessens wurden die Tester mündlich befragt, ob die Änderungen beim Lokal ihren Zuspruch erhielten („Daumen hoch“).                                                                                           |
| 17      | 5       | 28. November 2024  | Star Blue Kitchen und Primavera               | Weiden in der Oberpfalz            | -                                                                               | -                             | Der Betreiber führte zeitgleich zwei Lokale: Star Blue Kitchen und Primavera. Im Laufe der Sendung wurde entschieden, das Primavera zu schließen und das Star Blue Kitchen in Roja umzubenennen. Abbruch der Hilfe von Rosin. |
| 17      | 6       | 05. Dezember 2024  | Restaurant Kilian                             | Husum                              | 3,5/5 Sterne                                                                    | 5/5 Sterne                    | |
| 17      | 7       | 12. Dezember 2024  | Zum Bräu                                      | Garching an der Alz                | -                                                                               | -                             | Statt dem klassischen Testessen mit einem Sterne-Bewertungssystem soll Frank Rosin in dieser Episode die Gaststättenbetreiber bei der Kaufentscheidung einer denkmalgeschützten Gaststätte unterstützen. |
|         |         |                    |                                               |                                    |                                                                                 |                               | |
| 18      | 1       | 19. Dezember 2024  | Waldfrieden Hausmannskost                     | Brandenburg an der Havel           | 2/5 Sterne                                                                      | 4,5/5 Sterne                  | |
| 18      | 2       | 15. Mai 2025       | Il Cortile                                    | Erfurt                             | ?                                                                               | ?                             | |
| 18      | 3       | 22. Mai 2025       | Heike's Fritten Eck                           | Husum                              | ?                                                                               | ?                             | |
| 18      | 4       | 5. Juni 2025       | Zum Ochsen                                    | Eichstetten                        | ?                                                                               | ?                             | |
| 18      | 5       | 12. Juni 2025      | Zentgrafs Imbiss                              | Eiterfeld                          | 3/5 Sterne                                                                      | 4,5/5 Sterne                  | |

### Erfolgsbilanz
Weniger als 36 % (Stand: April 2020) der in der Sendung vorgestellten Betriebe gibt es in der Form, wie sie in der Sendung gezeigt wurden, heute noch: Viele wurden dauerhaft geschlossen oder wechselten die Betreiber. Zur tatsächlichen und nachhaltigen Hilfe durch Rosin und sein Reality-Format sowie über sein persönliches Auftreten während der Produktion sind die Gastwirte in der Rückschau unterschiedlicher Meinung.

### Zwei Restaurants in einer Folge
Die am 31. Januar 2013 erstausgestrahlte Folge beschäftigt sich erstmals mit zwei Restaurants, weil der Betreiber einer Gaststätte Rosins Hilfe ablehnte und deshalb keine Verbesserung der Situation möglich war. Stattdessen widmete sich Rosin ausführlich dem zweiten Restaurant. In der am 18. Juni 2013 zur Erstausstrahlung gelangten Folge sind ebenfalls zwei Restaurants Thema, weil die Betreiber der zuerst vorgestellten Gaststätte aus finanziellen Gründen aufgeben mussten.

### Hotels und Pensionen
Der Alpengasthof war das erste Hotel, dem Rosin half. Dazu nutzte er neben den üblichen Testessern auch Testschläfer. In der Folge vom 6. August 2013 beschäftigte sich Rosin zum zweiten Mal mit einem Hotel. Dieses Hotel wurde während der Dreharbeiten auf Bed and Breakfast umgestellt, weil die Inhaber das dazugehörige Restaurant (vorerst) aufgeben mussten.

### Corona-Krise
Der Ton der Sendung hat sich infolge der Corona-Krise seit Staffel 12 verändert. So half Rosin ab der Folge vom 23. Juli 2020 Gastronomen, sich auf die gastronomischen und wirtschaftlichen Veränderungen durch die Krise einzustellen. In der Sendung zu sehen waren die veränderten Produktionsbedingungen. Die Sendung verzichtete auf Testessen oder die Darstellung von Mängeln und unterstrich Rosins Engagement für die Gastronomie und ihre Unterstützung durch die deutsche Bundesregierung. Mit der Unterstützung des Gastroökonomen Thomas Hirschberger und der Hotel-Unternehmerin Eva-Miriam Gerstner half Rosin den Gastronomen, ihren Betrieb wirtschaftlich und konzeptionell neu auszurichten. Die Staffel wurde von Zuschauern und der Fachpresse negativ aufgenommen.

## Marktanteil
Die Sendung startete im November 2009 mit einer zunächst unterdurchschnittlichen Einschaltquote von 5,1 %, konnte sich aber im Laufe der Zeit auf den durchschnittlichen Marktanteil des Senders von 6,1 % einpendeln. In der dritten Staffel 2012 stieg diese Quote auf bis zu 7,3 %. Am 3. Januar 2013 wurde der Allzeitrekord von 10,1 % Marktanteil in der werberelevanten Zielgruppe gemessen. Die bis dato höchsten Marktanteile holte die fünfte Staffel, die im August 2013 zu Ende gegangen ist.
| Staffel | Monat und Jahr        | Sendeplatz            | Marktanteil (14–49-Jährige) |
| ------- | --------------------- | --------------------- | --------------------------- |
| 1       | Nov. 2009 – Feb. 2010 | Di, 21:15 / 22:15     | 5,5 %                       |
| 2       | Feb. – Mai 2011       | So, ca. 21:00         | 4,4 %                       |
| 3       | Jan. – Feb. 2012      | Di, 20:15 / 21:15     | 6,1 %                       |
| 4       | Jan. – Feb. 2013      | Do, 20:15             | 7,1 %                       |
| 5       | Jun. – Aug. 2013      | Di, 20:15             | 7,7 %                       |
| 6       | Nov. 2013 – Apr. 2014 | Di, 20:15             | 7,3 %                       |
| 7       | Jul. 2014 – Jan. 2015 | Di, 20:15             |                             |
| 8       | Feb. – Aug. 2015      | Di, 20:15             | 6,9 %                       |
| 9       | Mär. 2016 – Jan. 2017 | Di, 20:15             |                             |
| 10      | Mär. 2017 – Jan. 2018 | Di, 20:15             |                             |
| 11      | Jan. 2018 – Mär. 2019 | Di, 20:15 / Do, 20:15 |                             |
| 12      | Aug. 2019 – Aug. 2020 | Do, 20:15             |                             |
| 13      | Nov. 2020 – Mai 2021  | Do, 20:15             |                             |
| 14      | Jun. – Nov. 2021      | Do, 20:15             |                             |
| 15      | Jun. – Dez. 2022      | Do, 20:15             |                             |
| 16      | Jan. – Okt. 2023      | Do, 20:15             |                             |
| 17      | Jan. – Dez. 2024      | Do, 20:15             |                             |
| 18      | seit Dez. 2024        | Do, 20:15             |                             |

## Produktionsbedingungen und Kritik
Der Inhaber des ersten Restaurants aus der ersten Staffel berichtete gegenüber der Presse, dass er von der Produktionsfirma kontaktiert worden sei. In der Sendung sei es allerdings so hingestellt worden, als habe seine Bedienung den Sternekoch um Hilfe gerufen. Ähnliches berichtete auch der Inhaber der Amtslinde gegenüber dem Weserkurier. Nach Angabe von Frank Rosin anlässlich der Dreharbeiten in der Amtslinde sei es so, dass die Restaurants vor dem Dreh einer Art Casting unterzogen würden.
Die beteiligten Gastronomen müssen sich laut einem Artikel der FAZ aus dem Jahr 2010 unter Vereinbarung einer Vertragsstrafe für den Fall der Zuwiderhandlung gegenüber der Produktionsfirma verpflichten, Dritten gegenüber zu den Umständen des Drehs Stillschweigen zu bewahren und überdies bis zu einem halben Jahr nach der Ausstrahlung keinen anderen Medien Interviews zur Produktion zu geben. Außerdem verpflichten sich die Gastronomen, die den Vertrag unterschreiben, „mindestens“ zehn Stunden am Tag für die Dreharbeiten zur Verfügung zu stehen. Ein Abbruch der Dreharbeiten durch die Gastronomen sei vertraglich ausgeschlossen. Weiterhin liefere häufig ein Partyservice für das zweite Testessen Geschirr, das am nächsten Tag wieder abgeholt werde. In einem Fall sei nach Angaben eines Wirtes sogar ein Teil des Menüs außer Haus vorbereitet worden. Nicht zuletzt komme es vor, dass mehr Gäste zum ersten Testessen eingeladen werden, als vorher angekündigt wurde. Dies passiere teilweise auch sonntags, wenn alle Lebensmittelgeschäfte geschlossen sind.
Die Dreharbeiten zu einer Sendung ziehen sich, wie zu einem der Fälle bekannt wurde, durchaus auch über mehrere Wochen hin. Auch habe die Produktion ein Budget zur Finanzierung der aus Anlass der Sendung erfolgenden baulichen Maßnahmen.
2014 gab es weitere Kritik von der Gastronomen-Familie von Nico’s Astra Pott, die an der Sendung teilgenommen hatte. Nach Angaben der Betreiberin hätte das TV-Team „ihre Show abgezogen und uns wie Idioten dastehen lassen“. Dabei hätte es tatsächlich „Regieanweisungen gegeben, wer was wann zu sagen hätte“. So sei etwa Rosin vor der Kamera von einer bevorstehenden Hochzeit überrascht gewesen, obwohl mit der Produktionsfirma bereits seit acht Monaten Kontakt bestand und darauf hingewiesen wurde. Anders als in der Sendung dargestellt, wurde Rosin zudem nicht von der Familie, sondern von einem Gast gerufen. Das betroffene Restaurant ist inzwischen geschlossen.
2023 kritisierte der Betreiber des Gasthaus Schütz Rosin und die Sendung im Interview mit dem YouTuber SkylineTV: Eine Küchenhilfe dürfe wegen der gewünschten Erzählung der Sendung nicht auftreten. Es sei der Eindruck vermittelt worden, das Gasthaus befände sich in Bahnhofsnähe, obwohl der von Rosin angeblich zur Anreise verwendete Zug nicht einmal im Ort halte. Unternehmen, die an einer Werbemaßnahme teilgenommen hätten, seien vertraglich verpflichtet worden, ausschließlich positive Wertungen abzugeben. Die Betreiber müssten die Renovierung selbst abschließen, da das Format nur renoviere, was im Kamerabild zu sehen sei.
2024 kritisierte der Betreiber des Roja in Weiden in der Oberpfalz, dass für die Renovierung seiner Gaststätte von der Sendung nur wenig Geld ausgegeben worden wäre. Die günstige technische Ausstattung, die von der Sendung angeschafft worden wäre, brauche er gar nicht.
Bauleiter Matthias „Willi“ Wilke hat für das Jahr 2018 seinen Vertrag mit der Produktionsfirma nicht verlängert, um nach einer gewissen Routine im Umbau von Restaurants neue berufliche Herausforderungen zu suchen.
Die bei Rosins Restaurants besuchten Restaurants, Rinderstall (2019) und Hexenkessel (2011) waren später auch Gegenstand in der Kabel1 Sendung Mein Lokal, Dein Lokal. Beide waren dort bereits unter neuen Betreibern, beziehungsweise neuen Namen (Hexenkessel) vorgestellt.
Obwohl Frank Rosin in der Sendung den Gastwirten bei Kalkulationen zu einem Aufschlag zwischen dem drei- und vierfachen des Wareneinsatzes rät, kritisierte er diese Kalkulationsmethode in einem Interview mit dem Gastro-Magazin Rolling Pin als überholt.

### Problematik der Staffelanzahl
Seit Staffel 5 werden nicht mehr eine genaue Anzahl an Episoden pro Jahr produziert und im Frühjahr ausgestrahlt. Stattdessen werden Episoden am Stück in Blöcken produziert, um über das gesamte Jahr kontinuierlich ausgestrahlt werden zu können. Diese Produktionsweise führte zu Unklarheit, welche Episoden zu welcher Staffel gehören: Das renommierte deutschsprachige TV-Portal fernsehserien.de etwa zählt jeden der Episodenblöcke als eigenständige Staffel, Kabel eins selbst gibt jedoch die hier aufgeführte Staffelanzahl als korrekte Zählweise an. Es geschieht im Laufe der Produktion öfter, dass einzelne Episoden erst lange Zeit später im Zuge einer anderen Staffel oder eines Episodenblocks ausgestrahlt werden, wobei für Kabel eins die Produktionsnummer der Folge dem Ausstrahlungsdatum gegenüber Vorrang hat.

## Rosin weltweit
Vom 11. August bis 1. September 2015 wurde die Reihe Rosin weltweit – Andere Länder, andere Fritten ausgestrahlt, in der sich Frank Rosin mit Restaurants im Ausland beschäftigte. Dabei half er deutschen Auswanderern, die Probleme mit ihren Restaurants hatten. Im Gegensatz zu den regulären Folgen von Rosins Restaurants gab es kein Testessen mit einer fest definierten Gruppe mit Drei-Gänge-Menü. Stattdessen lud Rosin einige deutschsprachige Touristen ein, die das Restaurant testeten. Die Tester bewerteten die Optik, das Speisenangebot, die Essensqualität und das Preis-Leistungs-Verhältnis nach Schulnoten von eins bis sechs. Daraus ergab sich als Gesamtergebnis eine Durchschnittsnote.
| Erstausstrahlung   | Restaurant        | Ort                       | Weitere Entwicklung                          |
| ------------------ | ----------------- | ------------------------- | -------------------------------------------- |
| 11. August 2015    | Primavera         | Los Cristianos, Teneriffa | Geschlossen 2018 oder früher.                |
| 18. August 2015    | Son Very          | S’Arenal, Mallorca        | Umbenannt in Feierei.                        |
| 25. August 2015    | Maikels Bar       | Side, Türkei              | Umbenannt in Karins Deutsch-Türkische Küche. |
| 1. September 2015  | Yolo              | Larnaka, Zypern           | Geschlossen 2015 oder 2016.                  |
| 27. September 2016 | Volcanic Islands  | Golf del Sur, Teneriffa   | Betrieb wurde weitergeführt.                 |
| 4. Oktober 2016    | Konoba Marun      | Lovran, Kroatien          | Geschlossen.                                 |
| 18. Oktober 2016   | Franks Restaurant | Marbella, Spanien         | Geschlossen.                                 |
| 25. Oktober 2016   | Abraxas           | Valle Gran Rey, La Gomera | Betrieb wurde weitergeführt.                 |

## Rosins Kantinen
Seit dem 10. November 2015 zeigt Kabel eins den Ableger Rosins Kantinen – Ein Sternekoch undercover. Frank Rosin hilft dabei Betreibern von Kantinen. Dabei wird er von Olaf Hertlein, einem Experten für Großgastronomie, und der für neue Einrichtungen zuständigen Innenarchitektin Melanie Frehse unterstützt. Zu Beginn seines Einsatzes sieht sich Rosin den alltäglichen Betrieb in der Kantine undercover an. Nachdem er sich zu erkennen gegeben hat, analysiert er die Probleme und hilft bei der Etablierung erfolgreicher Strukturen. Die Gäste bewerten die Arbeit vor und nach den Veränderungen mit einfachen Emoticons in einer App.
| Erstausstrahlung  | Kantine                           | Ort              | Weitere Entwicklung                                     |
| ----------------- | --------------------------------- | ---------------- | ------------------------------------------------------- |
| 10. November 2015 | Kantine Weigang                   | Prenzlau         | Betrieb wurde weitergeführt.                            |
| 17. November 2015 | Zur kleinen Pause                 | Berlin-Marzahn   | Betrieb wurde weitergeführt.                            |
| 24. November 2015 | Silvis Kantine                    | Berlin-Kreuzberg | Inzwischen in Silvis Kitchen umbenannt.                 |
| 1. Dezember 2015  | Schulküche in der Comenius-Schule | Mücka            | Abbruch wegen gesundheitlicher Probleme der Betreiberin |